# Kulturell friställning
Kulturell friställning är ett begrepp gällande att människor inte föds till ett färdigt kulturellt mönster utan att de själva kan påverka sin framtid. Den kulturell friställningen har ökat under senare tid, något som skapar möjligheter att frigöra sig men även kan leda till otrygghet. Detta påverkar bland annat utbildningen.